# Tomasz Sztajerwald
Tomasz Zbigniew Sztajerwald (ur. 24 listopada 1977 w Wołominie) – polski duchowny rzymskokatolicki, doktor nauk społecznych w zakresie psychologii, rektor Wyższego Seminarium Duchownego Diecezji Warszawsko-Praskiej w latach 2021–2025, biskup pomocniczy warszawsko-praski od 2024.

## Życiorys
Urodził się 24 listopada 1977 w Wołominie. Kształcił się w I Liceum Ogólnokształcącym im. Wacława Nałkowskiego w Wołominie, w 1996 złożył egzamin dojrzałości. W latach 1996–1999 studiował w Nauczycielskim Kolegium Języka Francuskiego Uniwersytetu Warszawskiego, gdzie uzyskał licencjat. W latach 1999–2004 odbył studia w Wyższym Metropolitalnym Seminarium Duchownym w Warszawie jako kleryk diecezji warszawsko-praskiej. W 2004 uzyskał magisterium z teologii duchowości na Sekcji św. Jana Chrzciciela Papieskiego Wydziału Teologicznego w Warszawie. 24 maja 2003 Stanisław Kędziora, biskup pomocniczy warszawsko-praski, wyświęcił go na diakona, a 5 czerwca 2004 Kazimierz Romaniuk, biskup diecezjalny warszawsko-praski, udzielił mu święceń prezbiteratu. Inkardynowany został do diecezji warszawsko-praskiej. Kontynuował studia w zakresie psychologii klinicznej, uzyskując w 2009 magisterium z psychologii, ponadto w latach 2009–2013 odbył studia z zakresu psychoterapii w Studium Psychoterapii Stowarzyszenia Psychologów Chrześcijańskich. W 2020 na Uniwersytecie Kardynała Stefana Wyszyńskiego w Warszawie uzyskał doktorat z nauk społecznych w zakresie psychologii na podstawie dysertacji System rodziny pochodzenia, poczucie własnej wartości w relacjach interpersonalnych oraz odporność psychiczna a integracja osobowa i dojrzałość do małżeństwa u małżonków.
W latach 2004–2006 pracował jako wikariusz w parafii Przemienienia Pańskiego w Radzyminie. W latach 2006–2007 był rezydentem parafii Matki Bożej Królowej Polskich Męczenników w Warszawie, a w latach 2007–2009 parafii Narodzenia Pańskiego w Warszawie. W 2021 został członkiem rady kapłańskiej i kolegium konsultorów diecezji. Wszedł w skład Sekcji Psychologii przy Komisji Nauki Wiary Konferencji Episkopatu Polski. W latach 2013–2020 współpracował z Ośrodkiem Apostolstwa Trzeźwości w Zakroczymiu. W 2015 uzyskał przywilej noszenia rokiety i mantoletu, a w 2021 otrzymał tytuł kanonika honorowego Kapituły Katedralnej Diecezji Warszawsko–Praskiej.
W 2011 objął wykłady z psychologii ogólnej i psychologii rozwojowej Wyższym Seminarium Duchownym Diecezji Warszawsko-Praskiej, ponadto w latach 2009–2021 pełnił funkcję prefekta, a w latach 2021–2025 sprawował urząd rektora tego seminarium.
5 listopada 2024 papież Franciszek mianował go biskupem pomocniczym diecezji warszawsko-praskiej ze stolicą tytularną Cediae. Święcenia biskupie otrzymał 7 grudnia 2024 w bazylice katedralnej św. Michała Archanioła i św. Floriana Męczennika w Warszawie. Głównym konsekratorem był arcybiskup Antonio Guido Filipazzi, nuncjusz apostolski w Polsce, a współkonsekratorami biskupi warszawsko-prascy: diecezjalny – Romuald Kamiński i pomocniczy – Jacek Grzybowski. Jako dewizę biskupią przyjął słowa „Dilexit nos” (Umiłował nas). W 2024 został ustanowiony wikariuszem generalnym diecezji i prepozytem kapituły katedralnej.